# Osawa Yuki
Yuki Osawa (sinh ngày 7 tháng 4 năm 1983) là một cầu thủ bóng đá người Nhật Bản.

## Sự nghiệp câu lạc bộ
Yuki Osawa đã từng chơi cho Yokogawa Musashino, FC Ryukyu và Vonds Ichihara.